# Mycoarachis inversa
Mycoarachis inversa är en svampart som beskrevs av Malloch & Cain 1970. Mycoarachis inversa ingår i släktet Mycoarachis och familjen Bionectriaceae.  Arten är reproducerande i Sverige. Inga underarter finns listade i Catalogue of Life.